# Andrea Brigenti
Andrea Brigenti (Agna, 1681 – Venezia, 1750) è stato un umanista, poeta e precettore italiano.

## Biografia
Studiò nel seminario di Padova e coltivò la poesia in latino. Nel 1713 si recò a Roma con una lettera di presentazione del cardinale Correr, allora vescovo di Padova, per il principe Borghese che cercava un educatore per il suo figlio. I Borghese erano una famiglia nobile originaria della Repubblica di Siena che si era trasferita a Roma con Marcantonio I, che fu avvocato alla corte papale; uno dei figli di Marcantonio, Camillo, fu eletto papa col nome di Paolo V.
Brigenti durante la sua permanenza a Roma dei principi, scrisse in versi latini la descrizione degli antichi monumenti che abbelliscono e magnificano la villa Borghese e i suoi giardini, poema diviso in quattro canzoni con 26 incisioni in rame, che presentano la vista degli edifici, statue, busti, vasi e bassorilievi, monumenti che più tardi furono ceduti al museo del Louvre, come il gladiatore, il suonatore di flauto, l'ermafrodita, le Tre Grazie, Saturno, il Centauro, il Lupo, diverse statue di qualche imperatore romano, vasi, colonne di marmo, etc.
Brigenti trascorse il resto della sua vita a villa Borghese alternando la cultura delle lettere e dei suoi doveri con i suoi allievi. Morì durante un viaggio a Venezia nel 1750.
Il libro scritto da Brigenti è stato stimato come un catalogo poetico di varie ricchezze artistiche, l'opera principale di un amato poeta.
La villa Borghese è stata descritta da altri scrittori come ad esempio da Giacomo Manilli ("Villa Borghese fuori di Porta Pinciana", Roma, 1650), da Domenico Montelatici (Villa Borghese fuori di Porta Pinciana, Roma, 1700) da Ennio Quirino Visconti (Sculture del palazzo della villa Borghese detta Pinciana, Roma, 1796, in 2 vol.), da Luigi Lamberti (Illustrazioni de monumenti scelti borghesiani, 1821) da Arturo Jahn Rusconi (La villa, il museo e la galleria Borghese, Bergamo, 1906).

## Opere
- Villa Burghesia, vulgo Pinciana : poeticè descripta, Romæ, MDCCXLVI
- Oratio habita Arbae, dum pontificus Bizza Arbesem episcopatum iniret, Padoue, 1759.